# نرئیدها
نرئیدها (به یونانی: Νηρηΐδες, sg. Νηρηΐς)، در اسطوره‌های یونان، پریان دریا که ساکن اعماق دریای اژه بودند و همراه با پدر خود درون غارهای نقره‌گون زندگی می‌کردند.
آن‌ها پنجاه دختر زیبای نرئوس و دوریس بودند. مشهورترین‌شان ثتیس معشوقهٔ زئوس و پوزئیدون، آمفیتریت زن پوزئیدون و گالاتیا معشوقهٔ پولیفموس سیکلوپ بودند. این زنان زیبا اغلب ایزد دریاها پوزئیدون را همراهی می‌کردند و همیشه رفتاری دوستانه داشتند و به ماهیگیران و دریانوردان در مقابل طوفان‌های خطرناک کمک می‌کردند. آن‌ها با حوری‌های دریایی همانند سیرن‌ها بسیار تفاوت داشتند. بسیاری بر این باورند که آن‌ها قادر به پیشگویی بودند.

## نرئیدها در آثار هنری
در هنر باستان، به خصوص گلدان‌های یونانی دارای نقش‌های سیاه، آن‌ها به طور کامل پوشیده بودند، همانند گلدان کرنتین (قرن ششم پیش از میلاد)، جایی که نرئیدها در کنار بستر مرگ آشیل ایستاده‌اند و لباس عزاداری به تن دارند. آن‌ها بعدها در هنر به صورت برهنه یا نیمه برهنه، سوار بر دلفین‌ها، اسب‌دریایی و دیگر موجودات دریایی به تصویر کشیده می‌شدند.
یکی از بزرگ ترین قمرهای سیّاره نپتون نیز به نام نرئید شناخته می شود.